# 26808 Takeoroumon
26808 Takeoroumon è un asteroide della fascia principale. Scoperto nel 1982, presenta un'orbita caratterizzata da un semiasse maggiore pari a 2,536436 UA e da un'eccentricità di 0,138164, inclinata di 3,884219ª rispetto all'eclittica. Ha un periodo di rotazione di 14,3 ore.
Takeoroumon è la porta della Torre Vermiglio all'ingresso della sorgente termale di Takeo Onsen nella prefettura di Saga, in Giappone. Progettata da Kingo Tatsuno, fu completata nel 1915 e designata come bene culturale importante nazionale nel 2005. Il soffitto della porta è decorato con intagli di quattro segni zodiacali cinesi.